# Exekutionsurkund
Exekutionsurkund är en handling som kan ligga till grund för verkställighet av Kronofogdemyndigheten.
En exekutionsurkund kan vara en domstols dom, utslag eller beslut, en förlikning som är stadfäst av domstol, godkänt strafföreläggande, godkänt föreläggande av ordningsbot eller godkänt avgiftsföreläggande,
skiljedom, förbindelse angående underhållsbidrag, förvaltningsmyndighets beslut som enligt särskild föreskrift får verkställas, handling som enligt särskild föreskrift får läggas till grund för verkställighet och Kronofogdemyndighetens utslag eller beslut i mål om betalningsföreläggande eller handräckning.
Vad som i utsökningsbalken sägs om dom gäller, om ej annat föreskrivs, i tillämpliga delar även domstols utslag eller beslut samt Kronofogdemyndighetens utslag eller beslut i mål om betalningsföreläggande eller handräckning.
I vissa fall kan utländsk exekutionsurkund ligga till grund för verkställighet.
En spansk konkursförvaltning ansökte hos Kronofogdemyndigheten om verkställighet av ett beslut om interimistisk kvarstad avseende två svenska aktiebolag meddelat av en spansk domstol. Svea hovrätt hade förklarat beslutet verkställbart i Sverige men gjort verkställigheten beroende av att konkursförvaltningen ställde säkerhet enligt artikel 46.3 i Bryssel I-förordningen enligt Svea hovrätts beslut i RH 2009:72.